# Aloysius Ambrozic
Aloysius Matthew Ambrozic (Alojzij Ambrožič, ur. 27 stycznia 1930 w Gabrje, Słowenia, zm. 26 sierpnia 2011 w Toronto) – kanadyjski duchowny katolicki pochodzenia słoweńskiego, arcybiskup Toronto, kardynał.

## Życiorys
Wraz z rodziną (miał sześcioro rodzeństwa) w maju 1945 wyjechał do Austrii, gdzie pewien czas spędził w obozach dla uchodźców. W 1948 osiadł w Kanadzie. Studiował w Seminarium Św. Augustyna w Toronto, przyjął święcenia kapłańskie 4 czerwca 1955 z rąk kardynała Jamesa Charlesa McGuigana. Wyjechał na dalsze studia do Rzymu, obronił doktorat z teologii w Papieskim Athenaeum Angelicum oraz doktorat z egzegezy Pisma Świętego w Papieskim Instytucie Biblijnym. Obronił także dyplom z teologii na uniwersytecie w niemieckim Würzburgu (1970). Pracował m.in. jako wykładowca Seminarium Św. Augustyna w Toronto (był tam również dziekanem), prowadził w archidiecezji Toronto działalność duszpasterską.
26 marca 1976 został mianowany biskupem pomocniczym Toronto, ze stolicą tytularną Valabria. Sakry biskupiej udzielił mu 27 maja 1976 Philip Francis Pocock, ówczesny arcybiskup Toronto. W maju 1986 Ambrozic został arcybiskupem-koadiutorem Toronto przy osobie kardynała Geralda Cartera, którego ostatecznie zastąpił na czele archidiecezji 17 marca 1990.
Brał udział w sesjach Światowego Synodu Biskupów w Watykanie. W lutym 1998 Jan Paweł II wyniósł go do godności kardynalskiej, nadając tytuł prezbitera SS. Marcellino e Pietro. W grudniu 2004 kardynał Ambrozic został członkiem Rady Kardynalskiej ds. badania Ekonomicznych i Organizacyjnych Problemów Stolicy Świętej. W kwietniu 2005 uczestniczył w konklawe po śmierci Jana Pawła II. Po osiągnięciu wieku emerytalnego złożył rezygnację z kierowania archidiecezją Toronto; rezygnację przyjął papież Benedykt XVI w grudniu 2006.